# Джеймс Волтер Крісті
Джеймс Во́лтер Крі́сті (англ. James Walter Christy, нар. 15 вересня 1938 року, Мілвокі) — американський астроном.

## Біографія
Працював у Військово-морській обсерваторії США, де вивчав подвійні зірки, в тому числі фотографічним методом.
У 1978 році виявив, що у Плутона є супутник, який він назвав Харон.
Відкриття було зроблено шляхом вивчення знімків Плутона, на деяких з яких був помітний невеликий «виступ». Спочатку він був інтерпретований як дефект зображення. Крісті, однак, зауважив, що «подовженим» виявилося лише зображення Плутона, але не фонових зірок. Це дозволило йому припустити, що помічений «виступ» — не дефект фотографії, а зображення невідомого супутника Плутона.
У 2008 році на його честь був названий астероїд (129564) Крісті.